# Happy Days (snus)
Happy Days var ett snus som såldes i Förenta staterna och Sverige. Det skapades 1967 av United States Tobacco Company, sedan 2001 kallat U.S. Smokeless Tobacco Company.
Happy Days skapades för den ”unge nybörjaren”, och hade därför en mild smak. Smakerna var hallon från starten 1967 och pepparmint från 1970–1971, vilket ändrades till grönmynta 1980.
United States Tobacco hade från början av 1970‑talet ett samarbete med Svenska Tobaks AB i det gemensamt ägda företaget United Scandia International 1972. Happy Days introducerades sommaren 1973 i Sverige med smakerna ”mint flavor” och ”natural”. Snusdosorna hade undertexten ”mint flavored snuff” respektive ”natural flavored snuff” på engelska. Snus med frukt- eller mintsmak fanns inte i Sverige före samarbetet med United States Tobacco, och till skillnad från svenskt snus, som var malet, var det skuret.
I Förenta staterna upphörde United States Tobacco med försäljningen på 1980‑talet, eftersom namnet inte ansågs ge produkten en spännande och maskulin image.